# Ignatius Kung Pin-mei
Ignatius Kung Pin-Mei (chinês simplificado: 梅 品 梅; chinês tradicional: 品 梅; pinyin: Gōng Pǐnméi; Wade-Giles: Kung P'in-mei; 2 de agosto de 1901 - 12 de março de 2000) foi o bispo católico de Xangai, China. 1950 até sua morte em 2000. Ele passou 30 anos em prisões chinesas por desafiar tentativas do governo comunista chinês de controlar católicos no país por meio da Associação Patriótica Católica Chinesa aprovada pelo governo.

## Biografia
Em 8 de setembro de 1955, o cardeal Kung, juntamente com várias centenas de padres e líderes da igreja, foi preso e encarcerado. Ele foi condenado cinco anos depois à prisão perpétua por atividades contra-revolucionárias.
Kung foi secretamente nomeado cardeal in pectore no consistório de 1979 pelo papa João Paulo II. A fórmula em pectore é usada quando um papa nomeia um cardeal sem anunciá-lo publicamente a fim de proteger a segurança do cardeal e de sua congregação. Depois que ele foi libertado em 1986, ele foi mantido em prisão domiciliar até 1988. Kung soube que ele era cardeal durante uma reunião privada com o Papa na Cidade do Vaticano em 1988, e sua participação no Colégio de Cardeais foi tornada pública em 1991. Até então, ele já havia atingido 80 anos, então ele não tinha o direito de participar de um conclave.
Ele morreu em 2000, com 98 anos, de câncer de estômago em Stamford, Connecticut. Seu funeral foi celebrado em St. John The Evangelist Church (atual Basílica de São João Evangelista) em Stamford, com o cardeal James Francis Stafford, presidente do Pontifício Conselho para os Leigos. O corpo de Kung foi então transportado para a Igreja Star of the Sea em San Francisco, Califórnia, para uma missa com o cardeal Paul Shan Kuo-hsi de Taiwan. Um Requiem da Missa Pontifícia, usando a Liturgia Tridentina em latim, foi dito no dia seguinte, na paróquia Five Wounds, em San Jose, Califórnia, com o cardeal Shan novamente presidindo. Kung é enterrado ao lado de Dominic Tang, SJ (Arcebispo de Cantão, China) no Cemitério Missionário de Santa Clara, em Santa Clara, Califórnia.
A canonização de Cardeal Kung tem sido pleiteada. Seu processo foi autorizado por William Edward Lori, bispo da Diocese de Bridgeport em 2010, tornando-se assim "Servo de Deus". Entretanto, aparentemente o processo de beatificação foi bloqueado após o acordo Vaticano-China em 2018.